# У порту (фільм)
«У порту» (англ. On the Waterfront) — класична американська драма режисера Еліа Казана 1954 року про корупцію в профспілках портових вантажників. Головну роль виконує Марлон Брандо. Стрічка завоювала вісім премій «Оскар» (1955), включаючи за найкращий фільм року, чотири «Золотих глобуси» (1955), спеціальний приз журі Венеційського кінофестивалю (1954) та безліч інших нагород.
Знавці кіно вважають стрічку однією з найкращих в історії: 2007 року Американський інститут кіномистецтва поставив «У порту» на 19-ту сходинку в списку 100 найкращих фільмів за 100 років. На 1 березня 2024 року фільм займав 195-ту позицію у списку 250 кращих фільмів за версією IMDb.

## У ролях
- Марлон Брандо — Террі Меллой
- Карл Молден — отець Піт Баррі
- Лі Джей Кобб — Джонні Френдлі
- Род Стайгер — Чарлі Меллой
- Ева Мері Сейнт — Еді Дойл
- Пет Хеннінг — Тімоті Дуган
- Фред Гвінн — Младен Секулович
- Мартін Болсам — Джілетт
- Пет Гінгл — Джоко